# Antas (Esposende)
Antas is een plaats (freguesia) in de Portugese gemeente Esposende en telt 2.163 inwoners (2001).